# Kašna se sousoším puttů
Kašna se sousoším puttů je kašna s fontánou, která se nachází v parku Boženy Němcové v katastrálním území Karviná-město v místní části Fryštát v okrese Karviná. Kašna je kulturní památkou České republiky.

## Historie
Novobarokní kašna se sousoším puttů z roku 1883 byla původně  umístěna v parku zámku v Solci nedaleko zámecké budovy pro služebnictvo. Zámek z roku 1873 byl kvůli poddolování v roce 1953 zbourán a kašna byla v roce 1970 přemístěna do parku Boženy Němcové ve Fryštátě. V roce 1988 byly provedeny restaurátorské práce (J. Tuha a J. Vodrážka). Na základě rozhodnutí Ministerstva kultury České republiky ze dne 23. června 1997 č.j. k 4702/97 bylo sousoší přemístěno do interiéru pod schody v zámku ve Fryštátě. V parku pak byla umístěna replika sousoší. V roce 2015 byla kašna opravena, sousoší bylo restaurováno a okolí kašny upraveno.

## Popis
Původní bazén měl půdorys ve tvaru oválného kvadrilobu. Nově vybudovaný bazén má kruhový půdorys a zídku se zaobleným okrajem. Uprostřed bazénu je umístěn nízký podstavec (asi 0,7 m) se zaoblenými rohy. Na podstavci stojí sousoší dvou puttů s delfínem vysoké asi 1,5 m. Dno, stěny nádrže a podstavec jsou betonové, zídka a sousoší je ze švédského kamene. Z tlamy delfína stříká vodotrysk.

## Galerie

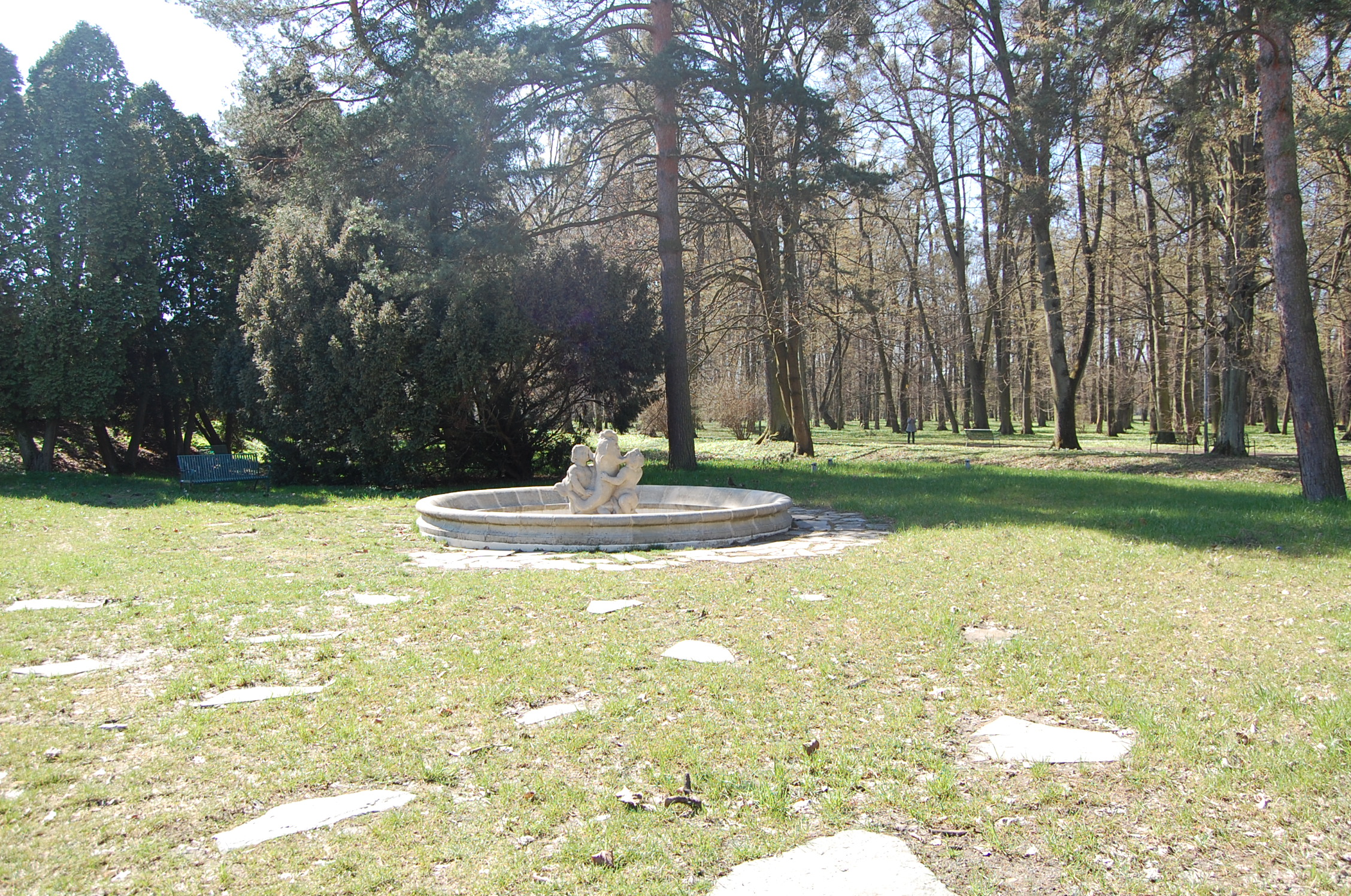
Fontána po rekonstrukci
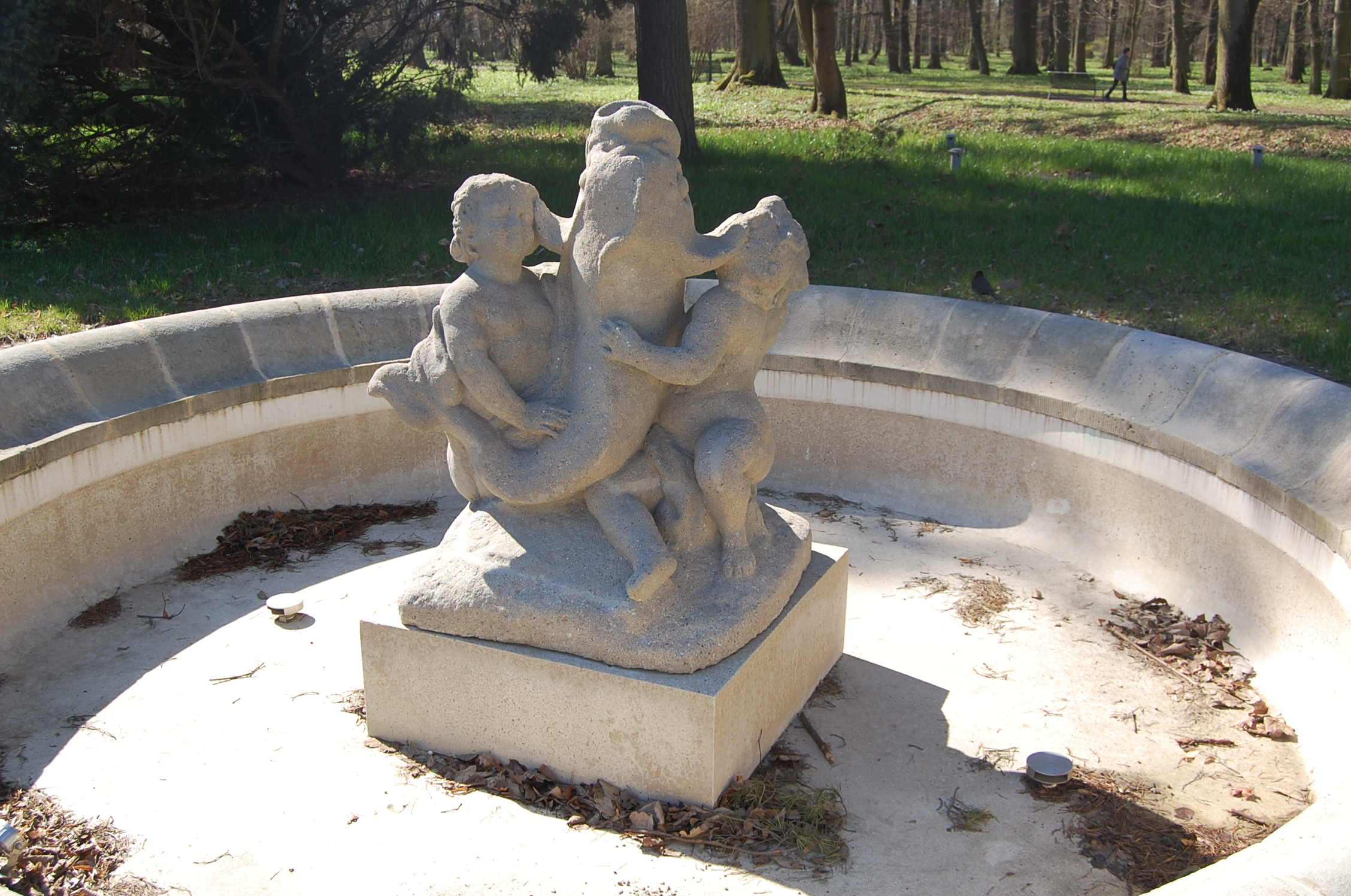
Putti s delfínem
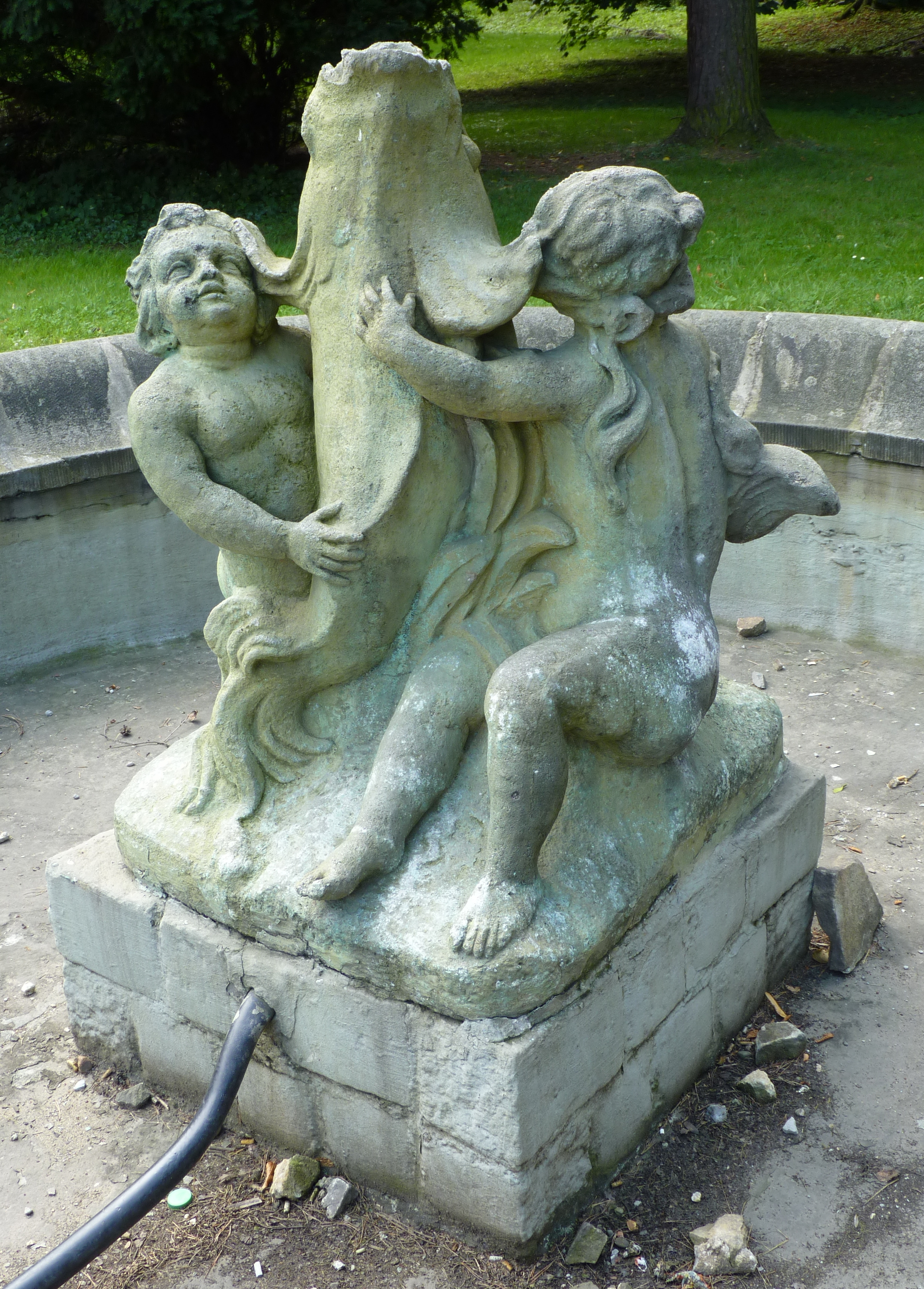
Před restaurováním
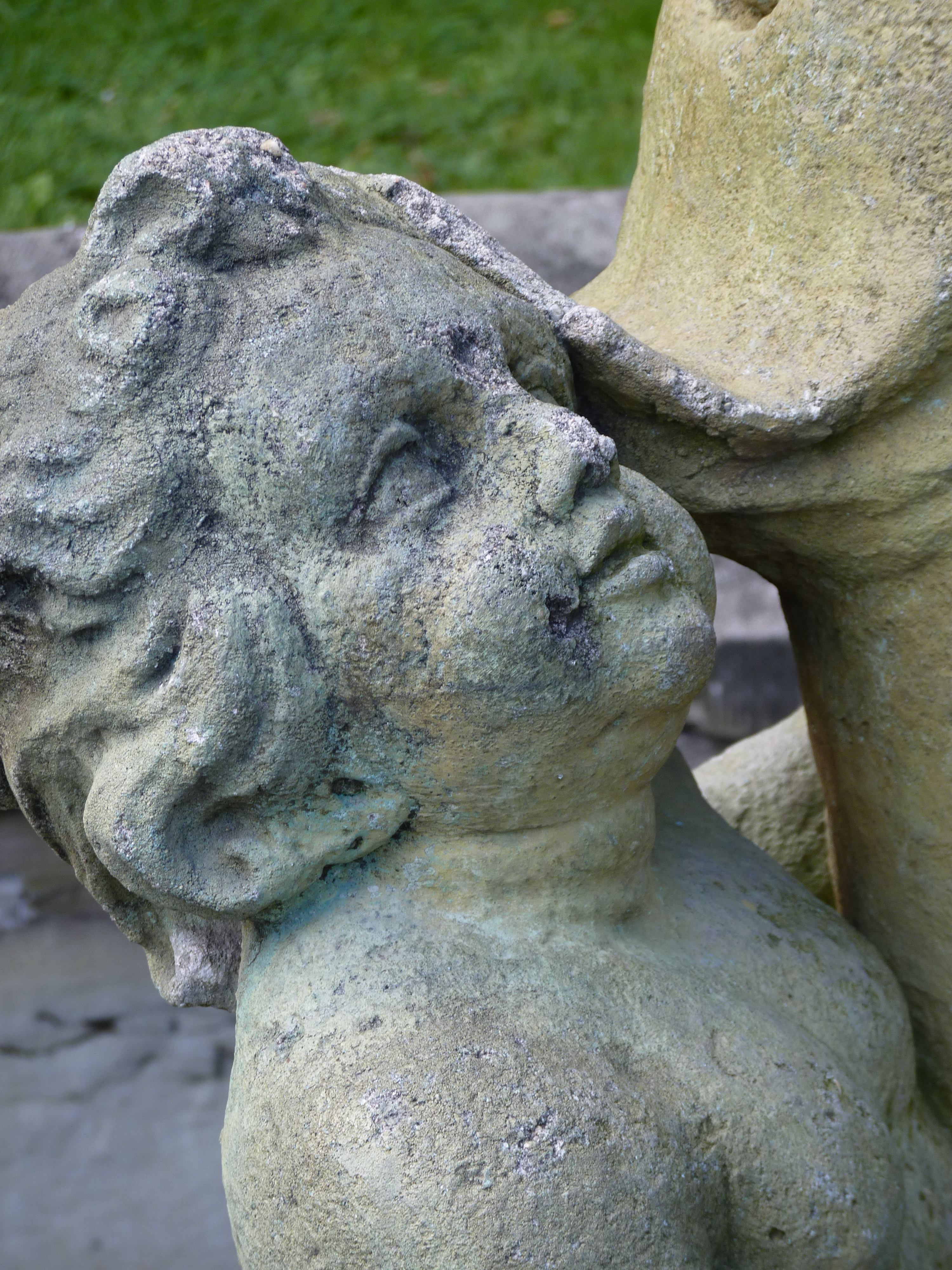
Putti, detail